# Лудмила Елизабет фон Шварцбург-Рудолщат
Лудмила Елизабет фон Шварцбург-Рудолщат (на немски: Ludmilla (Ludomilla, Ludämilie) Elisabeth von Schwarzburg-Rudolstadt; * 7 април 1640; † 12 март 1672, Рудолщат) от рода Шварцбург, е графиня на Шварцбург-Рудолщат и немска поетеса на църковни песни.

## Биография
Тя е втората дъщеря на граф Лудвиг Гюнтер I фон Шварцбург-Рудолщат (1581 – 1646) и съпругата му Емилия фон Олденбург-Делменхорст (1614 – 1670), дъщеря на граф Антон II фон Олденбург и съпругата му Сибила Елизабет фон Брауншвайг-Даненберг.
След смъртта на майка ѝ през 1670 г. Лудмила живее с трите си сестри София Юлиана (1639 – 1672), Христиана Магдалена (1642 – 1672) и Мария Сузана (1646 – 1688) в Рудолщат, резиденцията на брат им Алберт Антон фон Шварцбург-Рудолщат (1641 – 1710). Под влиянието на снаха си Емилия Юлиана фон Барби-Мюлинген (1637 – 1706) тя започва да пише църковни песни.
Лудмила Елизабет е сгодена на 20 декември 1671 г. за бъдещия княз Христиан Вилхелм фон Шварцбург-Зондерсхаузен (1647 – 1721). Тя умира на 12 март 1672 г. на 31 години в Рудолщат от шарка, както и двете ѝ сестри преди нея.
Нейните църковни песни са до 20 век в немските църковни книги за песни.